# Kościół Najświętszego Serca Pana Jezusa i św. Jadwigi w Komorznie
Kościół Najświętszego Serca Pana Jezusa i św. Jadwigi Śląskiej – rzymskokatolicki kościół filialny, położony w Komorznie (gmina Wołczyn). Kościół należy do  Parafii Świętej Trójcy w Krzywiczynach w dekanacie Wołczyn, diecezji kaliskiej. Kościół 5 grudnia 1953 roku, pod numerem 63/53, został wpisany do rejestru zabytków Narodowego Instytutu Dziedzictwa.

## Historia kościoła
Pierwsza wzmianka o kościele w Komorznie pochodzi z okresu średniowiecza. W 1530 roku został on przejęty przez protestantów. W 1623 roku, w miejsce dotychczasowej świątyni, został wybudowany nowy kościół. Obecna budowla pochodzi z 1753 roku. Świadczy o tym napis na belce podtrzymującej chór muzyczny: "Ad 1753 Christian Kihl Namslau".
Po zakończeniu II wojny światowej kościół wrócił w ręce katolików.

## Architektura i wnętrze kościoła
Kościół to konstrukcja zrębowa z wieżą o konstrukcji słupowej, która nakryta jest ośmiobocznym dachem namiotowym. Wejście do wieży znajduje się pod podestem schodów obok kruchty. Między wieżą a nawą nie ma żadnego połączenia. Dach zakończony jest chorągiewką. Wnętrze kościoła jest o charakterze salowym, nakryte pozornym sklepieniem kolebkowym. Wzdłuż ścian znajdują się empory. Ponadto wnętrze świątyni zdobią:
- wczesnobarokowy ołtarz główny z około połowy XVII wieku z kolumnami o bogatej dekoracji snycerskiej[4],
- późnorenesansowa ambona z I połowy XVII wieku,
- barokowa chrzcielnica,
- regencyjne organy[5].